# Конинк, Херман де
Херман де Конинк (нидерл. Herman de Coninck; 21 февраля 1944, Мехелен — 22 мая 1997, Лиссабон) — фламандский поэт, журналист, эссеист, переводчик с английского.

## Биография
Из семьи владельцев католической книжной лавки. Писать начал ещё в школе и продолжил в Лёвенском католическом университете, где изучал германскую филологию (окончил университет в 1966). Преподавал в школе, отслужил в армии. С 1970 занялся журналистикой, до 1983 издавал еженедельник HUMO, с 1983 — журнал Nieuw Wereldtijdschrift. В 1971 его жена погибла в автомобильной катастрофе. В 1992 он женился на писательнице Кристин Хеммерехтс. Приехав на писательский конгресс в Лиссабон, неожиданно скончался на улице от острой сердечной недостаточности. Похоронен на антверпенском кладбище Схонселхоф.
Скорбный плач на его смерть написал Хюго Клаус (1997).
Оставил огромное эпистолярное наследие (свыше 15 000 писем).

## Книги

### Поэзия
- 1969: De lenige liefde. Brugge: Orion — Desclée De Brouwer (премия провинции Антверпен, самая популярная поэтическая книга во фламандской литературе XX века)
- 1975: Zolang er sneeuw ligt. Brugge: Orion (премия Фламандских провинций).
- 1980: Met een klank van hobo. Amsterdam: Van Oorschot.
- 1984: Onbegonnen werk: gedichten 1964—1982. Antwerpen: Manteau.
- 1985: De hectaren van het geheugen. Antwerpen: Manteau.
- 1991: Enkelvoud. Amsterdam: De Arbeiderspers.
- 1994: Schoolslag. Amsterdam: De Arbeiderspers.
- 1997: Vingerafdrukken Amsterdam: De Arbeiderspers.

### Эссе
- 1983: Over de troost van pessimisme: essays. Antwerpen: Manteau.
- 1992: De flaptekstlezer. Amsterdam: De Arbeiderspers.
- 1994: Intimiteit onder de melkweg: over poëzie. Amsterdam: De Arbeiderspers.
- 1995: De vliegende keeper: essays over poëzie. Amsterdam: De Arbeiderspers.

### Письма
- 2004: Een aangename postumiteit: brieven 1965—1997. Amsterdam: De Arbeiderspers.

## Признание
Лауреат многочисленных премий. В 2005 включен во фламандскую версию списка Великих бельгийцев. Книги стихов Конинка выходили на английском и немецком языках.